# Flensburg
Flensburg (danski: Flensborg) je nezavisni grad na sjeveru Njemačke savezne države Schleswig-Holstein. Flensburg je središte regije Južni Schleiswig. Nakon Kiela i Lübecka, najveći je grad u Schleswig-Holsteinu. 
Najbliži veći gradovi su Kiel (86 km južno) i Odense u Danskoj (92 km sjeveroistočno). Flensburg se nalazi otprilike 7 km od granice s Danskom.

## Povijest
Flensburg je osnovan najkasnije 1200. godine, a osnovali su ga danski naseljenici kojima su se uskoro pridružili njemački trgovci. Povjesničari pretpostavljaju da je bilo više razloga za izbor tog mjesta za naseljavanje:
- sklonište od snažnih vjetrova
- cesta od Holsteina do sjevernog Jutlanda
- cesta od sjeverne Frizije do Angelna (Angelbovej)

Dana 28. listopada 1412., Kraljica Margareta I. od Danske umrla je od kuge na brodu u flensburškoj luci. 

## Gradovi prijatelji
Flensburg ima sljedeće gradove prijatelje:
- Carlisle, Velika Britanija
- Neubrandenburg, Njemačka
- Slupsk, Poljska

## Galerija
- Flensburg (2015.)
- Nordertor
- Mornarička škola Mürwik
- Vodotoranj Mürwiker
- Alexandra
- KBA